# Рідкодуби (Хмельницький район)

Рідкодуби — село в Україні, у Чорноострівській селищній територіальній громаді Хмельницького району Хмельницької області. Перша писемна згадка про Рідкодуби датована 1582 роком.

## Загальний опис
Село розташоване в західній частині району, поблизу смт Чорний Острів. Межі сільських полів і лісів з західної сторони межують з землями вже Волочиського району. Сусідніми є такі села: — з сходу — Мар'янівка; — з південного сходу — Педоси; — з півдня — Лапківці; — з заходу Дзеленці; — з північного заходу — Юхимівці; — з півночі — Захарівці; — з північного сходу — Ляпинці. Північні межі рідкодубських полів окреслює Південно-Західна залізниця (ділянка між станціями «Чорний Острів» та «Наркевичі»).
З точки зору ландшафту село розташоване на пагорбах, розділених між собою долинами струмків в основному з півночі на південь. У північній частині території села усі пагорби зростаються в один, утворюючи немовби велетенський гребінь. У південній частині ж всі пагорби спадають до однієї великої долини — долини річки Войтовини, яка впадає у р. Південний Буг поблизу с.Грузевиця. На цій річці загачений найбільший і найстаріший ставок. Витікаючи з нього, річка проходить посередині між територіями сіл Рідкодуби і Педоси (від чого має іншу назву — Середня) і створює ще кілька ставків нижче за течією. Вище по течії, на південних рубежах Рідкодубських полів Войтовина розкопана у канали, завдяки чому зменшена заболоченість її берегів. Є декілька значно менших ставків влаштованих на струмках-притоках Войтовини. Також деякі селяни, які живуть поблизу струмків, влаштовують невеличкі водойми-копанки для розведення риби.
Рослинний світ характерний для лісостепу: поля, пасовища, мішані ліси. Ґрунти — переважно чорноземи. Корисні копалини: глина для виробництва цегли та незначний видобуток піску для будівництва. Село оточують сільгоспугіддя, яблуневий сад, верболози, ставки, а з заходу — три ліси: найбільший «Чагарі», «Семенів Ліс», «Попова Загорода».
Історично село поділене на три частини: Гора, Садки і Заріччя.

## Історія і адміністративна приналежність
У дорадянські часи село належало до Чорноострівської волості Проскурівського повіту Подільської губернії.
До 1963 року відносилось до Чорноострівського району. А Чорноострівський район відносився спочатку до Проскурівської округи (1923–1930), потім до Проскурівського округу Вінницької області (1935—1937), далі до Хмельницької (до 16.01.1954 р. називалася Кам'янець-Подільською) області. У 1963—1965 рр. Рідкодуби віднесли до Красилівського району Хмельницької області. В 1965 створено Хмельницький район і від тоді Рідкодуби незмінно відносяться до цієї адміністративної одиниці.
На 2015 рік в селі функціонує сільгосппідприємство з іноземними інвестиціями (рослинництво, тваринництво), працює цегельний завод, млин. В соціально-економічній сфері — дитячий садок, школа (9 класів), Будинок культури, сільська бібліотека, спортивний зал, фельдшерський пункт, поштове відділення, кілька приватних магазинів/кіосків. Силами і коштами селян і жертводавців збудовано сільську церкву, названу на честь Знесіння, яку урочисто відкрито в неділю, 28 серпня 2011 р. у свято Успіння Пресвятої Богородиці.
13 серпня 2015 року було створено Чорноострівську селищну об'єднану територіальну громаду, з центром у Чорному Острові, до якої увійшла і територія Рідкодубської сільської ради. 25 жовтня 2015 року на місцевих виборах було обрано голову громади і депутатів від села до ради Чорнострівської об'єднаної територіальної громади. Сільська рада скасована, на її території створено Рідкодубський старостинський округ (сюди підпорядковано також село Лапківці) під управлінням старости, а інтереси сіл представляють у раді громади по одному депутату від кожного села. 17 квітня 2016 року пройшли перші вибори старост. Старостою сіл Рідкодуби і Лапківці обрано Тхорик Наталію Миколаївну.
На 1 січня 2018 року у Рідкодубах зареєстровано 590 осіб населення.

## Коротка історія села
Існує припущення, що Рідкодуби, як і сусідні села, виникли внаслідок розселення жителів Острова (нині Чорний Острів) у середні віки, які втікали від чуми, що там розлютувалась.
Хоча проведенні археологічні розкопки у 1967 р. доводять, що поселення людей на території сучасного села були набагато раніше. Знайдено поховання часів Черняхівської культури.
Перший відомий власник тутешніх земель — луцький князь Любарт. Далі місциною володіли князі Новодворські, з 15 століття — Свірщі. Ще далі власниками були Огінські і Вишневецькі.
Рідкодуби вперше згадуються в архівних даних 1582 року, як невеличкий хутір розташований на узліссі дубового урочища. Найбільш ймовірно, що характер місцевості і дав назву поселенню: «рідкі дуби» > «Рідкодуби». За тодішнім адміністративним поділом це був Летичівський повіт Речі Посполитої. Понад сто п'ятдесят років село належало польським князям Вишневецьким. З 1750 року Рідкодуби перейшли поміщикам Пржездецьким (за іншою вимовою — Пшездецькі), які володіли ним аж до розкріпачення селян 1861 року. В 1793 році відбувся другий поділ Речі Посполитої, Поділля відійшло до Російської імперії. В 1797 р.була створена Подільська губернія, до неї увійшли створений в 1795 р.Проскурівський повіт і відповідно Чорноострівська волость, куди тепер стали відноситись і Рідкодуби. (Докладніше про місцевість і адміністративні устрої можна почитати в статті "Поділля").
Відомо, що в 1754 році в селі було збудовано дерев'яну церкву, названу на честь Знесіння. В 1875 в церкву купили новий іконостас, було дві чудотворні ікони — Божої Матері і Святого Миколая. В 1872 році в Рідкодубах була заснована церковно-приходська школа, в якій навчалось 20-30 учнів, працював один учитель. Навчання відбувалося лише узимку. В 1906 р. замість дерев'яної було збудовано цегляну церкву.
На початку 20 століття більшу частину землі в селі утримував поміщик генерал Федоров. В часи першої російської революції 1905–1907 років в селі відбувалися селянські виступи проти жорстокої експлуатації селян. Селяни вимагали підвищення оплати за роботи виконуванні на поміщика. Перший раз селяни запалили поміщицький будинок, а другий раз горіли його корівники, конюшні і склади.
Брали участь рідкодубчани і в боях Першої Світової війни — зараз відомий кавалер чотирьох Георгіївських хрестів Яків Гуменюк.
Після виру революційних подій 1917 року влада на території повіту кілька разів мінялася то на більшовицьку, то на УНР, то на польську. У грудні 1920 року село Рідкодуби остаточно окуповується бригадою Г. І. Котовського. 
У 1925 році в селі споруджено клуб на 250 місць. При клубі функціонувала бібліотека.
У 1927 році розпочався процес примусової колективізації.
У 1932 році колективізація в селі була в основному закінчена.
Далі були страшні часи Голодомору, які забрали з життя близько 70 рідкодубчан. Зараз відомо імена 63 громадян.
Ліквідація неписемності в основному булла завершена в 1930 році. З 1931 року в селі розпочала роботу неповно-середня школа. В 1940 році в школі навчалось 175 учнів, працювало 9 вчителів. Також на 1940 рік в селі працювали дитячі ясла, фельдшерсько-акушерський пункт з пологовим приміщенням.
Колгосп ім. Будьонного займав перше місце в районі по врожаях зернових культур і цукрових буряків. Одним з перших виконував колгосп план хлібопоставок в державі, а в 1939 році був учасником Всесоюзної Сільськогосподарської виставки. В 1941 р. в селі запрацювала електростанція, приміщення якої збудували з цегли розібраної у 1937 році церкви. Обладнання для електростанції було дароване колгоспу самим С. М. Будьонним.
7 липня 1941 року село було окуповане німецькими загарбниками. Настали важкі часи для населення. Забирали у селян все: хліб, худобу, цінні речі, теплий одяг тощо. Населення голодувало, бо за роботу давали лише по 200 грамів ячменю на день, іншого хліба не було. Зовсім не було гасу, солі, мила та сірників.
Колгосп було зруйновано. Сільгоспвиробництво перейшло на потреби німців.
Починаючи з 1942 р. 140 молодих громадян села було насильно вивезено на каторжні роботи до Німеччини, в тому числі і в концтабори. Але жителі села не підкорялися. Влітку 1943 року вони подавали активну допомогу партизанському загонові Морозова, який тоді здійснював тут диверсійні операції проти фашистів.
Діти в школі не навчались, бо з початком окупації німецька влада школу закрила, парти та інше шкільне майно було знищено.
Загальна сума збитків завданих гітлерівцями громадському господарству становила 1,5 млн радянських карбованців.
8 березня 1944 року, на 4 день після початку Проскурівсько-Чернівецької наступальної операції радянських військ (1-й Український фронт), село Рідкодуби було звільнено від гітлерівців. В тому ж таки березні 1944 р. у приміщенні тодішньої школи перебував штаб 91-ї окремої танкової бригади під командуванням полковника І. Г. Якубовського, а протягом ще двох тижнів після звільнення, на околицях села тривали бої, в яких німці намагалися відбити втрачені позиції.
Загалом німецька окупація Рідкодубів тривала 2 роки 8 місяців (975 днів).
На тепер встановлено імена 113 жителів і уродженців села, призваних до лав Червоної Армії, які загинули і пропали безвісти на фронтах Німецько-радянської війни.Були жертви і серед мирного населення: двоє школярів підірвались на міні у 1944 р., ще двоє чоловіків не повернулись з німецької каторги і один розстріляний гестапівцями у Проскурові за антифашистську агітацію.
Післявоєнна історія села яскрава традиційними трудовими звершеннями. Колгосп і надалі тримав марку одного з передових господарств Хмельницької області. В середині 60-х років колгосп перейменували на «Маяк». У період 50-80х років загалом 68 рідкодубських колгоспників за самовідданий труд нагороджено орденами і медалями, в тому числі орденами Трудового Червоного Прапора і орденами Леніна — найвищою нагородою СРСР. За цей період в селі, в основному силами колгоспників, збудовано багато виробничих і соціальних об'єктів. Найважливіші з них: школа (1966), цегельний завод (1968), молочно-тваринницький комплекс (1974), спортивний зал (1986), млин (1998) та багато інших. У другій половині 1980-х років усі дороги у селі було повністю вкрито твердим покриттям, значна частина з яких — асфальтним.
Не відставало і культурне життя. У Будинку культури власними силами ставили вистави, займався духовий оркестр і вокально-інструментальний ансамбль, регулярно демонструвалися кінострічки. У 1990-ті роки гурт народної пісні «Калина» під керівництвом В. І. Яловка, виборов звання «народного-самодіяльного».
І у спорті не пасли задніх: колгоспна футбольна команда регулярно брала участь у районній першості. Не відставали і школярі — на різних змаганнях виборювали високі місця у районі. В цьому не малу роль відіграє наявність спортивного залу, у якому, до речі, теж не раз проводились сільські і районні турніри з баскетболу, волейболу і мініфутболу.
Сучасна історія Рідкодубів типова для більшості українських сіл. Населення старіє, повільно, але скорочується. Нові економічні реалії теж внесли свої корективи: сільгоспугіддя знаходяться в оренді, цегельний завод продано у власність іншого немісцевого підприємства. Більшість працездатного населення працює за межами села, в основному в Хмельницькому, а з наданням безвізового режиму і за кордоном. Але і серед важких буднів є світлі моменти. Як от проведена на початку 2000 років газифікація села та відкрита у 2011 році церква Знесіння (збудовано на місці старої однойменної церкви). Все це вселяє віру, що Рідкодуби і надалі будуть жити в віках.

## Видатні уродженці
- Мельник Анатолій Іванович — художник.
- Ткачук Анатолій Федорович — український політик, громадський діяч.
- Вовк Микола Іванович — художник.

## Фотогалерея

### Визначні об'єкти села

Церква у день освячення
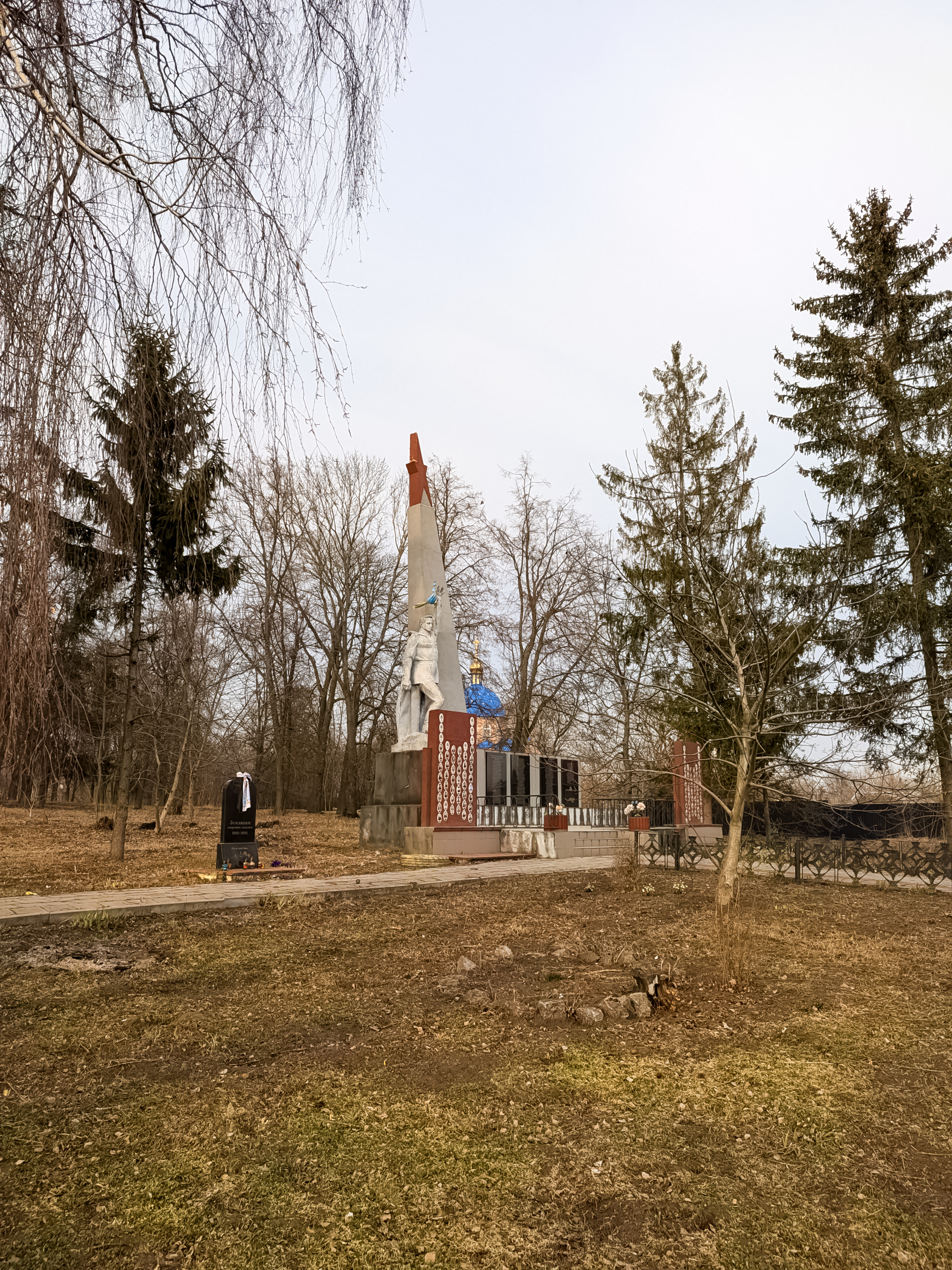
Пам'ятник загиблим у Другій світовій війні в центрі села біля клубу
Пам'ятний знак жертвам голодомору 1932—1933 рр.
Будинок культури с. Рідкодуби
Меморіальна дошка на Будинку культури
Пам'ятна табличка на місці археорозкопок
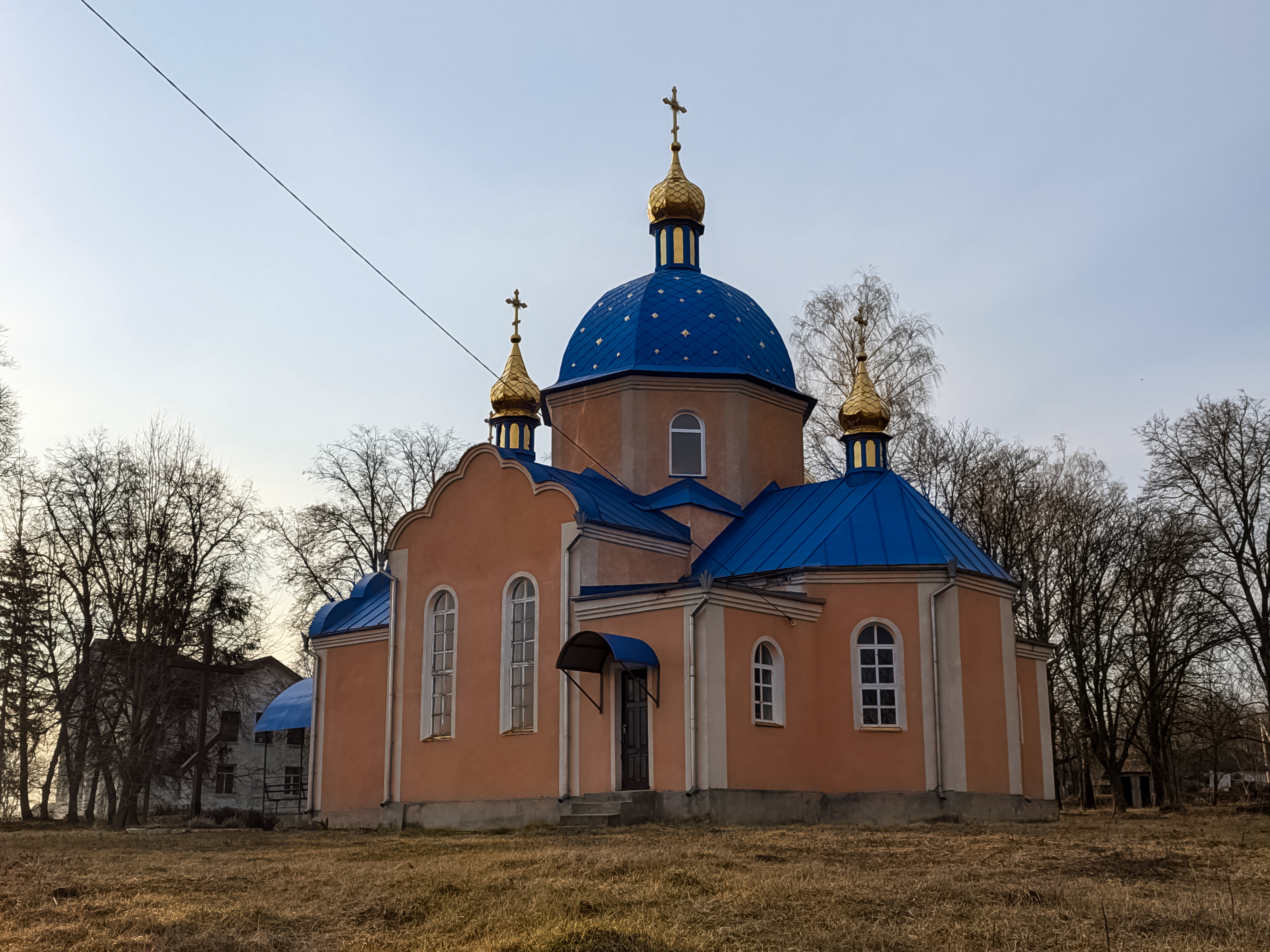
Рідкодубська церква в березні 2025 р.
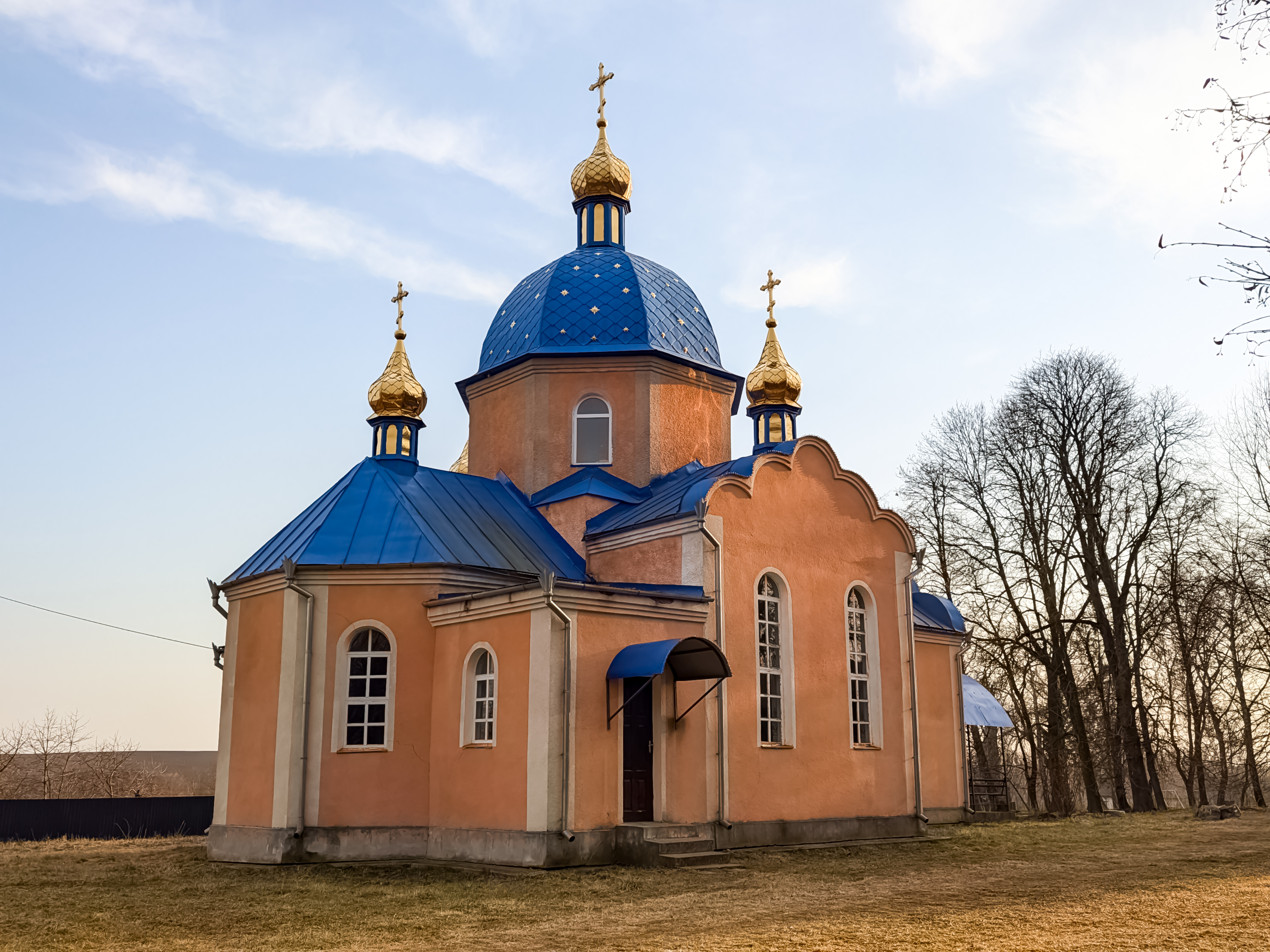
Рідкодубська церква в березні 2025 р.

### Адміністративні, соціальні, виробничі об'єкти

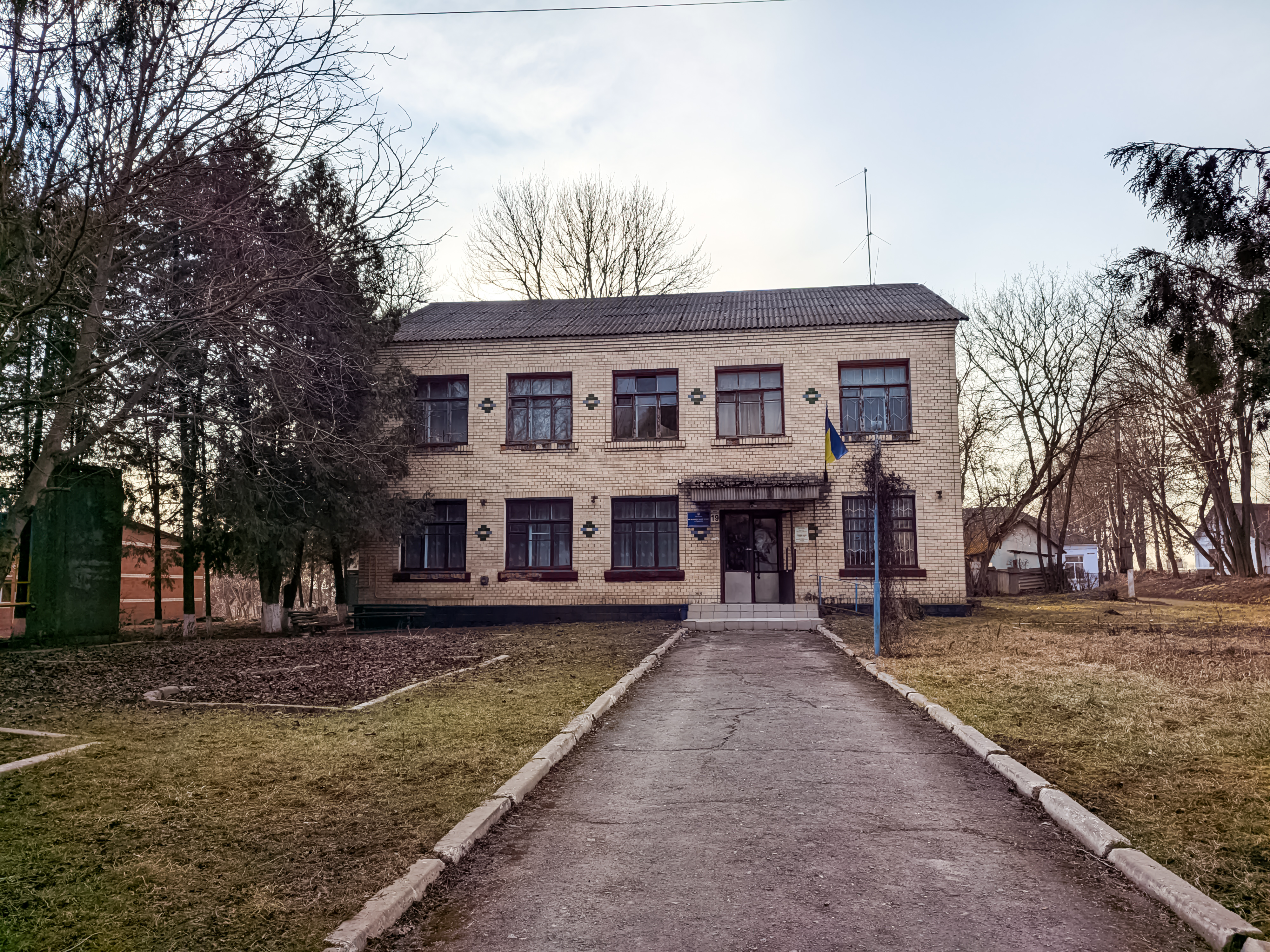
Будинок адміністрації сільгосппідприємства, сільради, пошти.
Млин у селі Рідкодуби.
Фельдшерський пункт.
Спортивний зал біля школи у Рідкодубах.
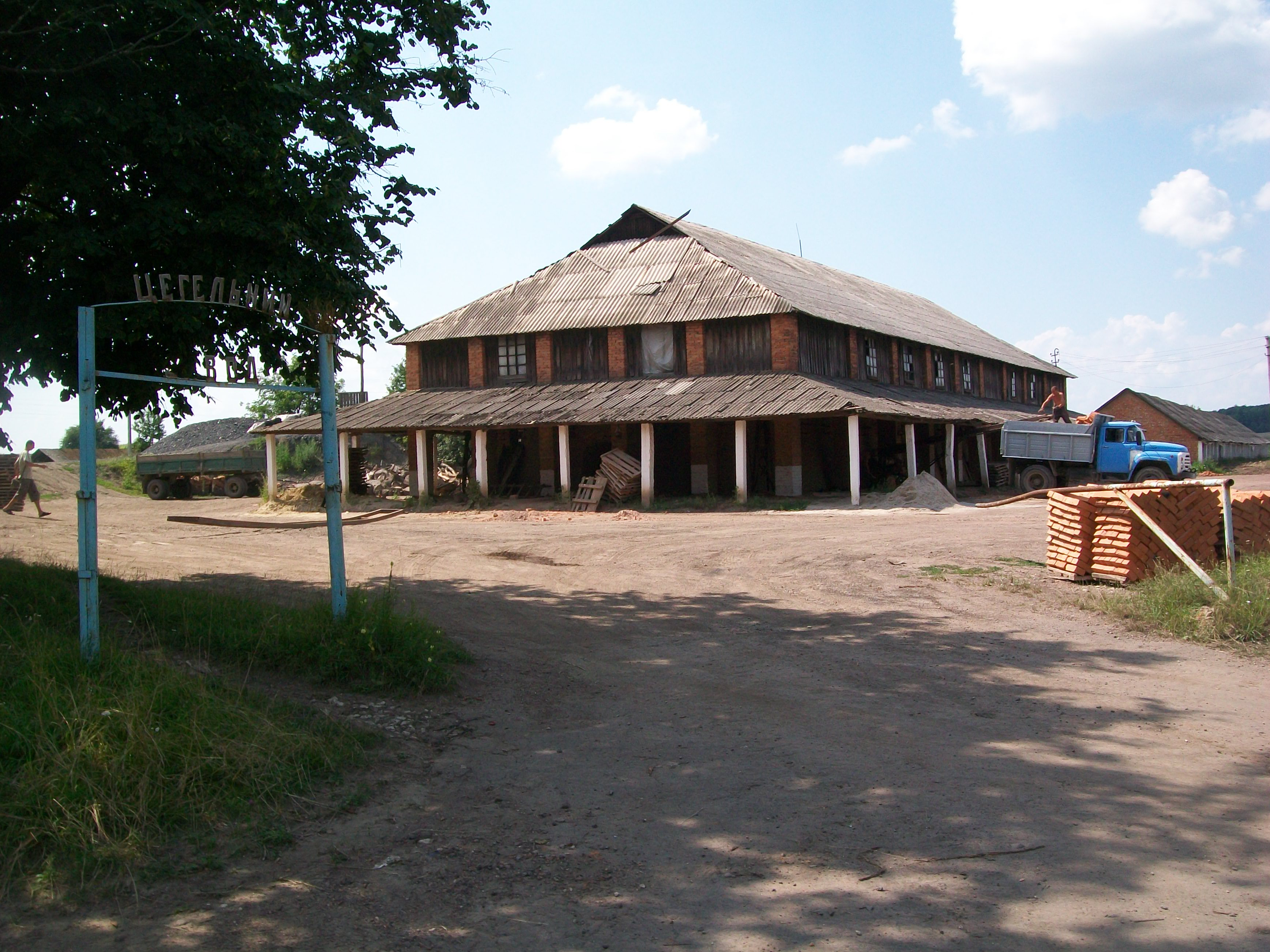
Рідкодубський цегельний завод.
Будинок культури.
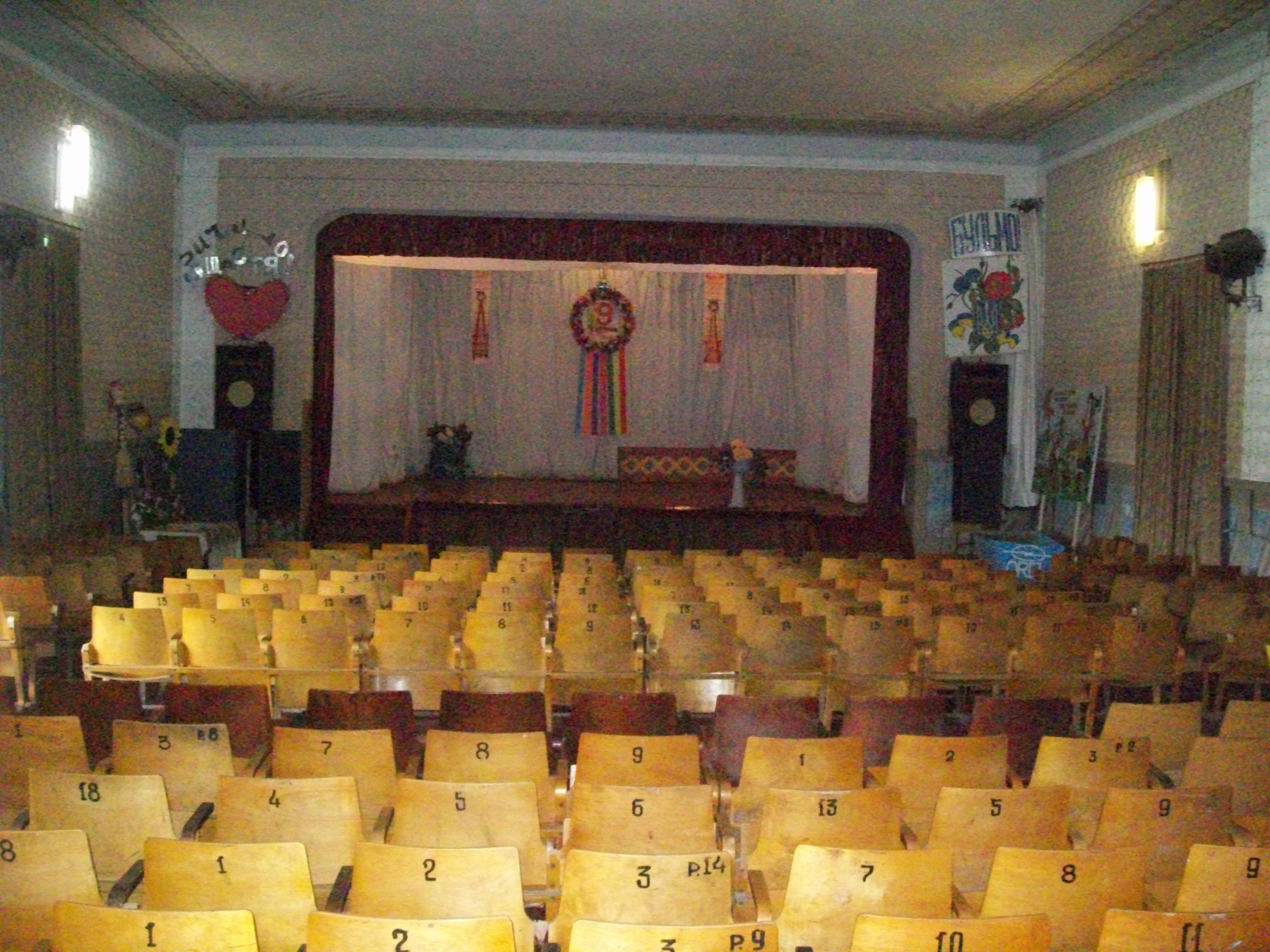
Зал для глядачів у Будинку культури.
Новозбудований торгцентр
У грудні 2011 почала роботу вежа мобільного зв'язку.
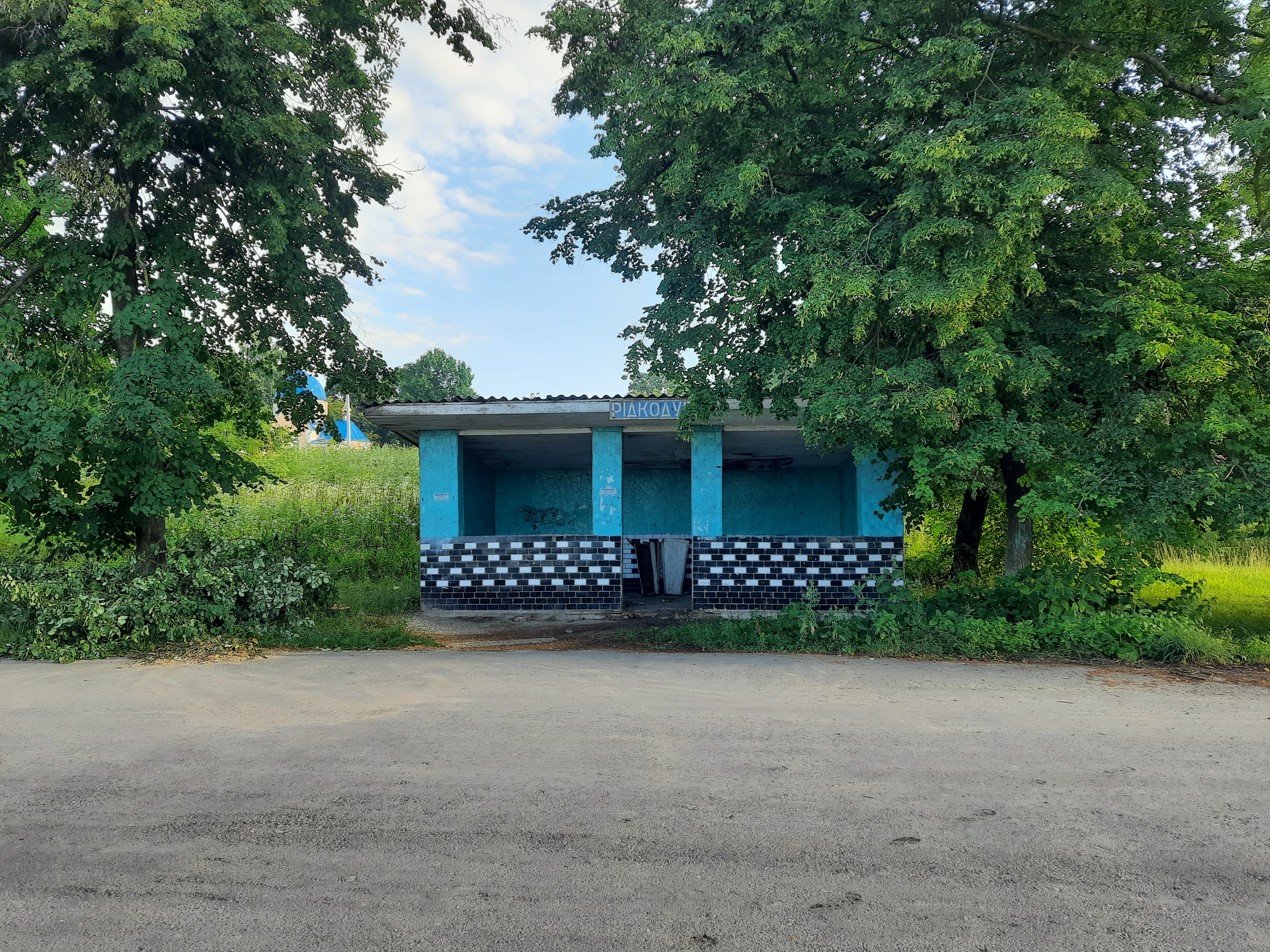
Автобусна зупинка

### Вулиці села

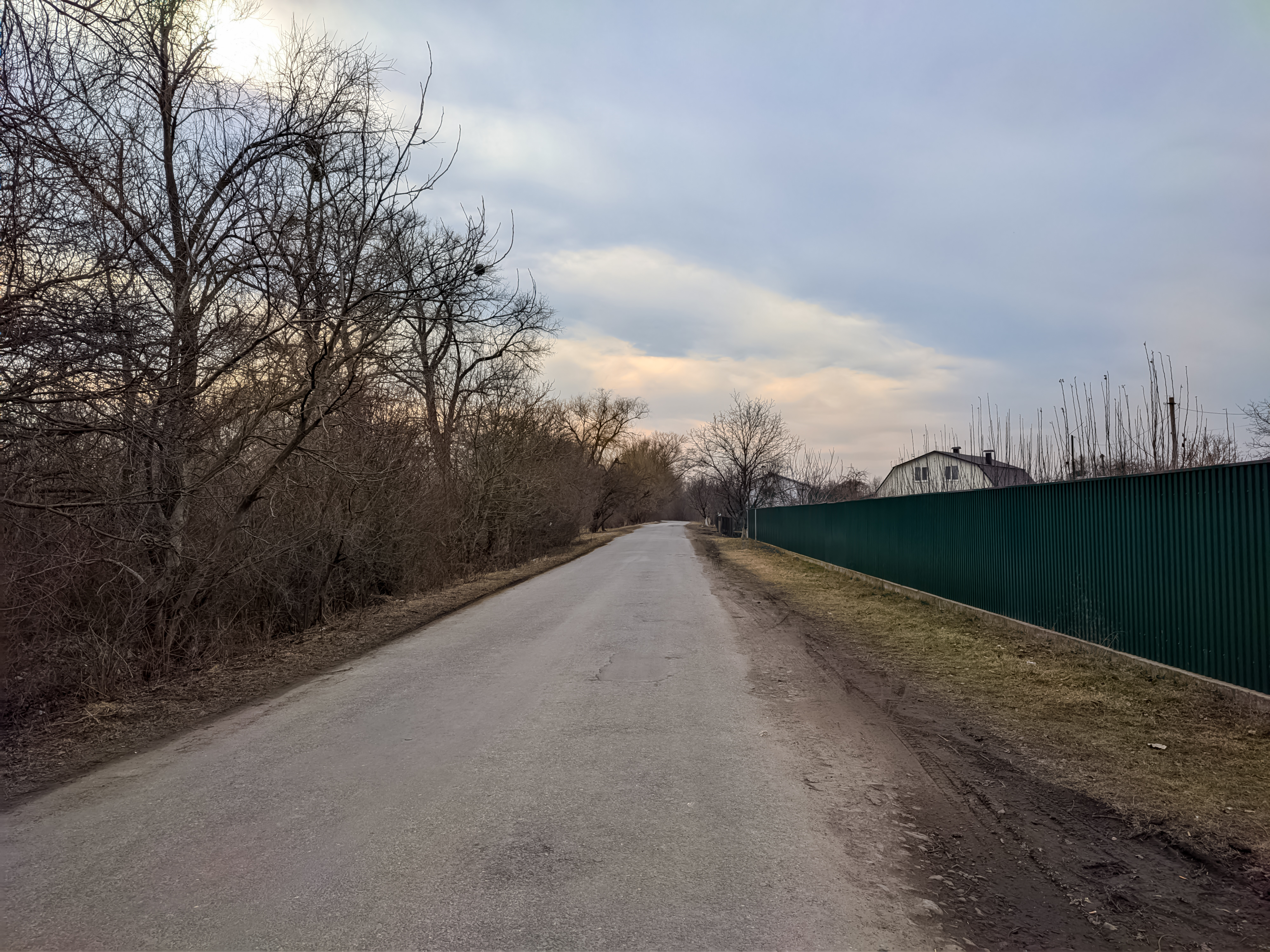
Дорога на село
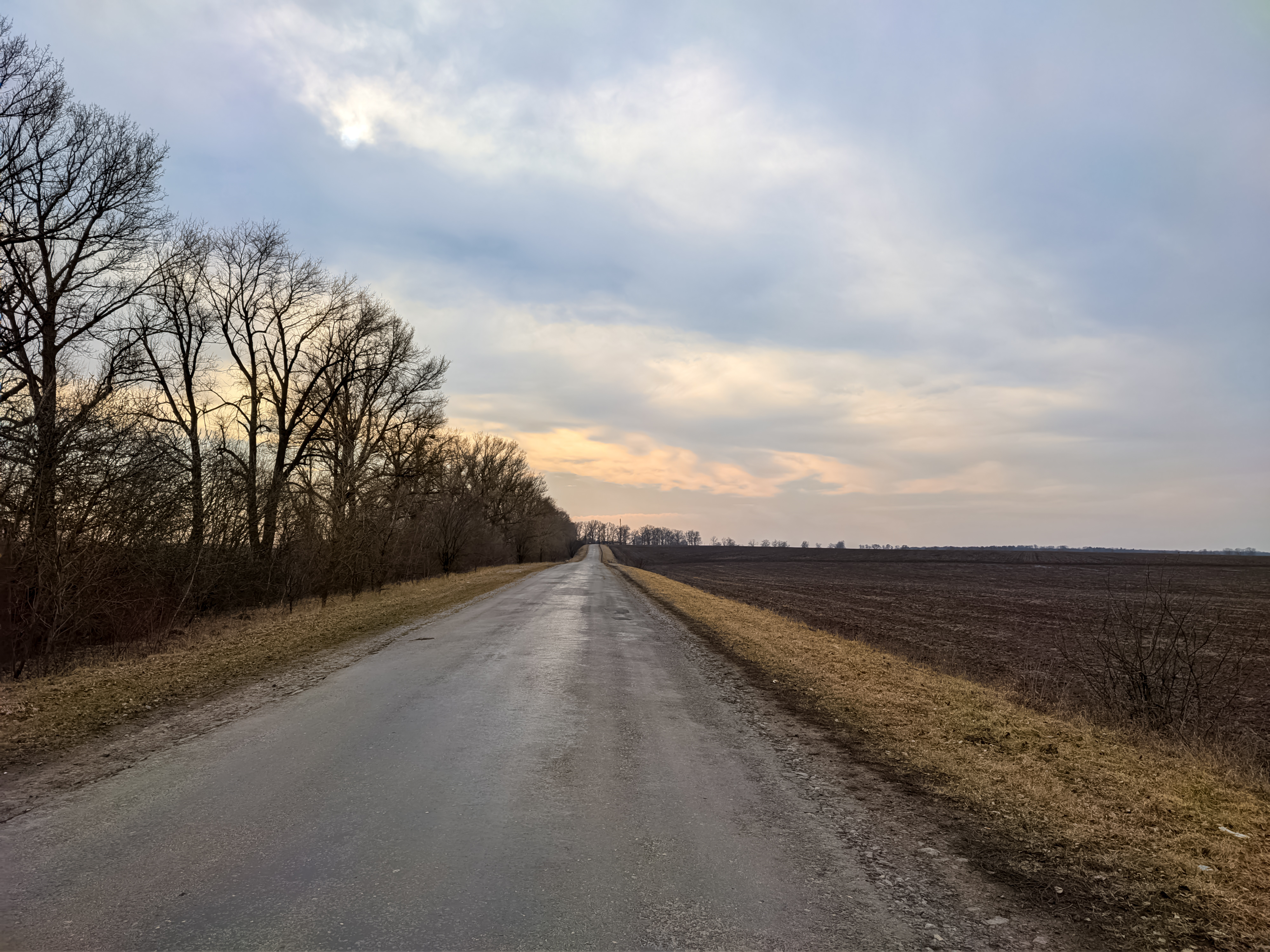
Дорога на село
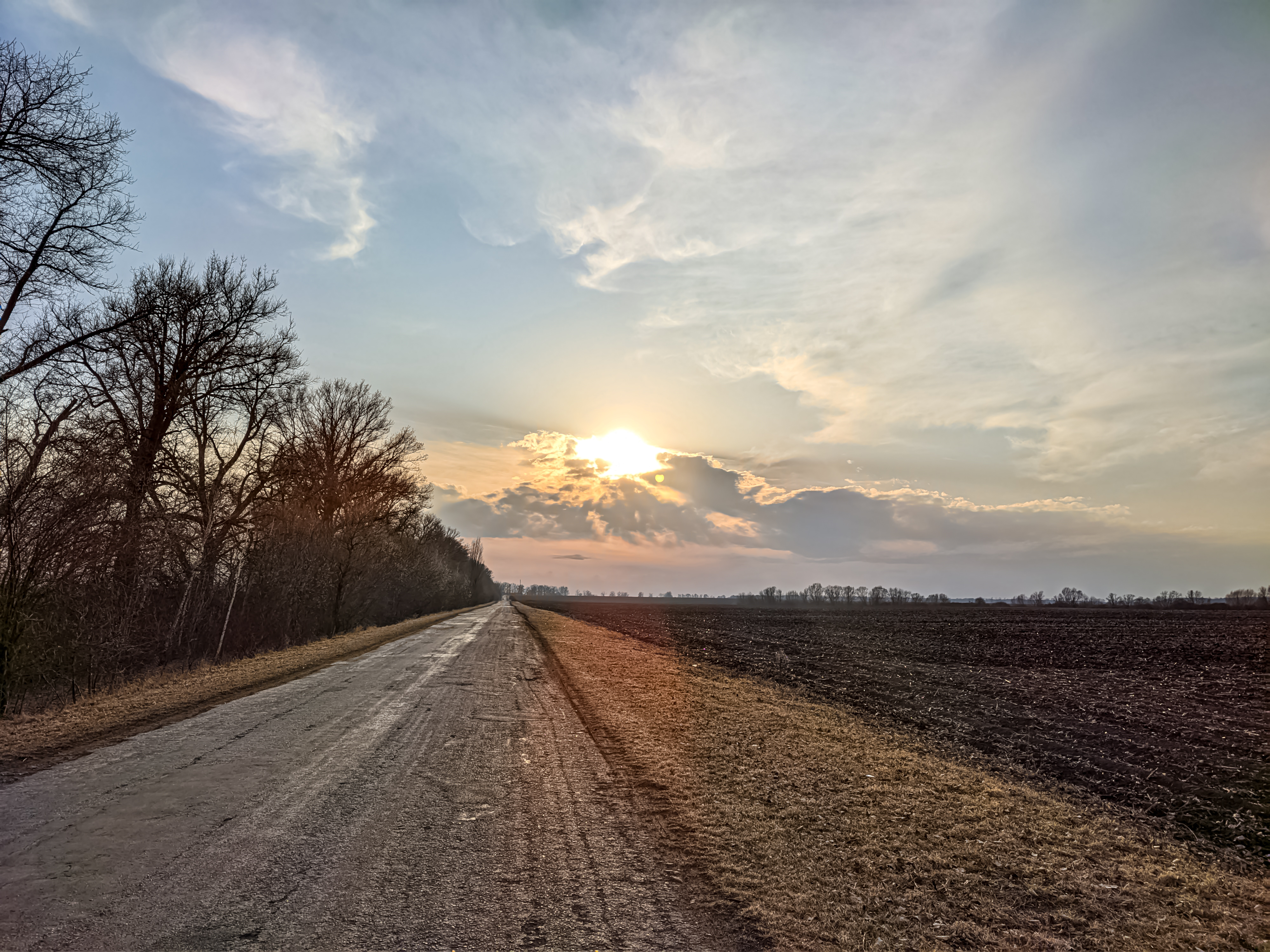
Шлях в село березневого вечора
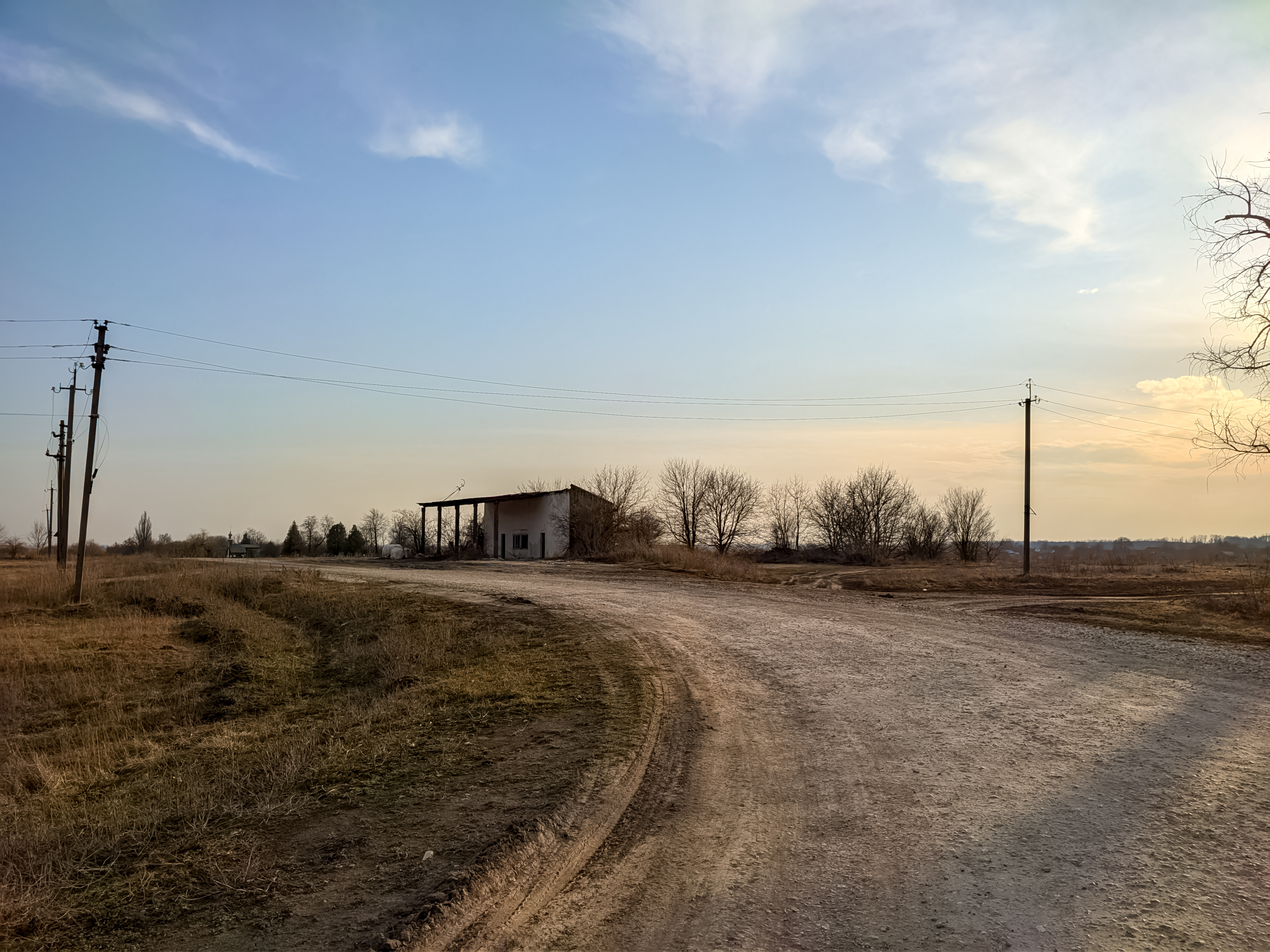
Початок села
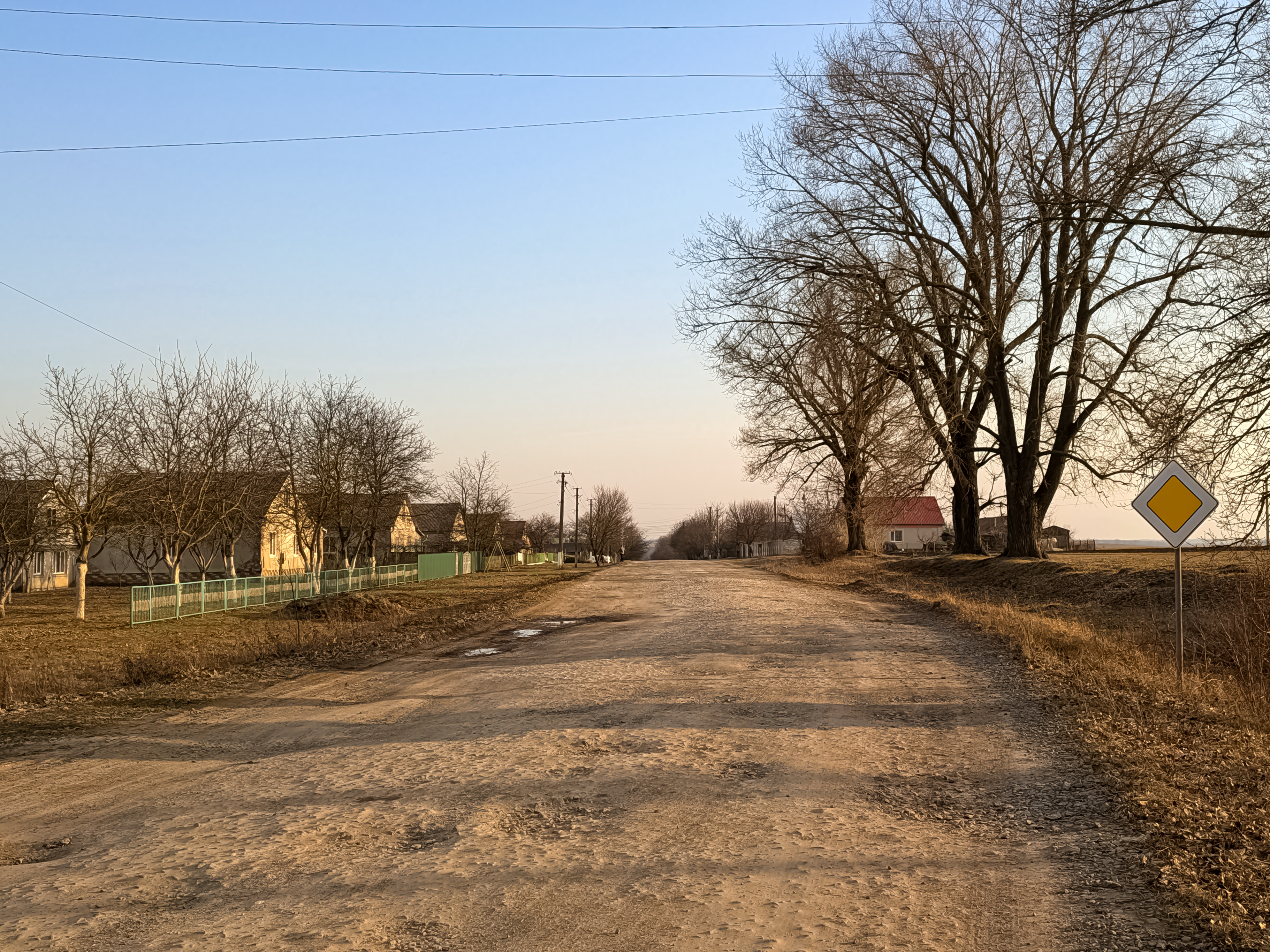
Вулиця Центральна
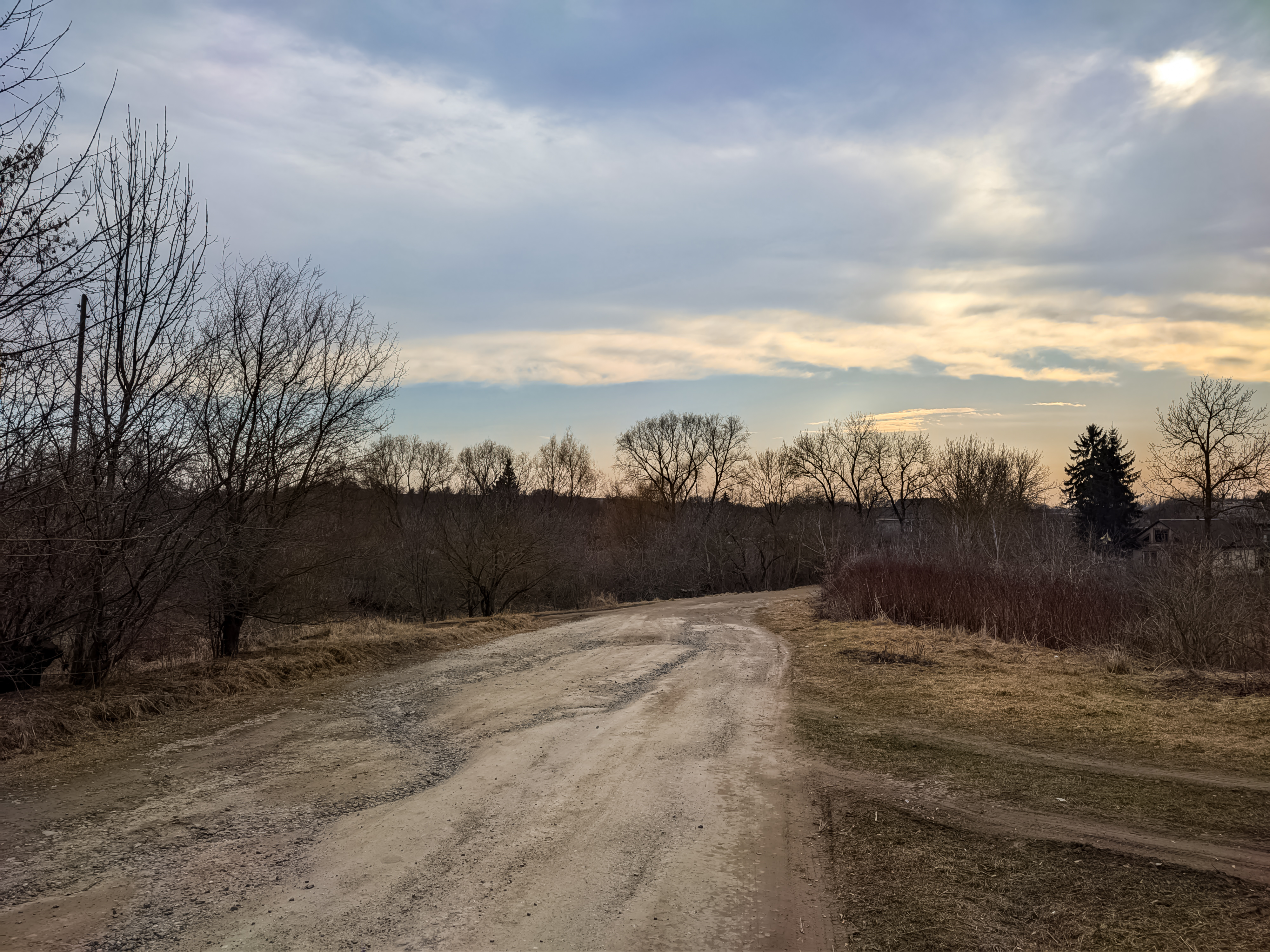
Вулиця Центральна, спуск в центр села
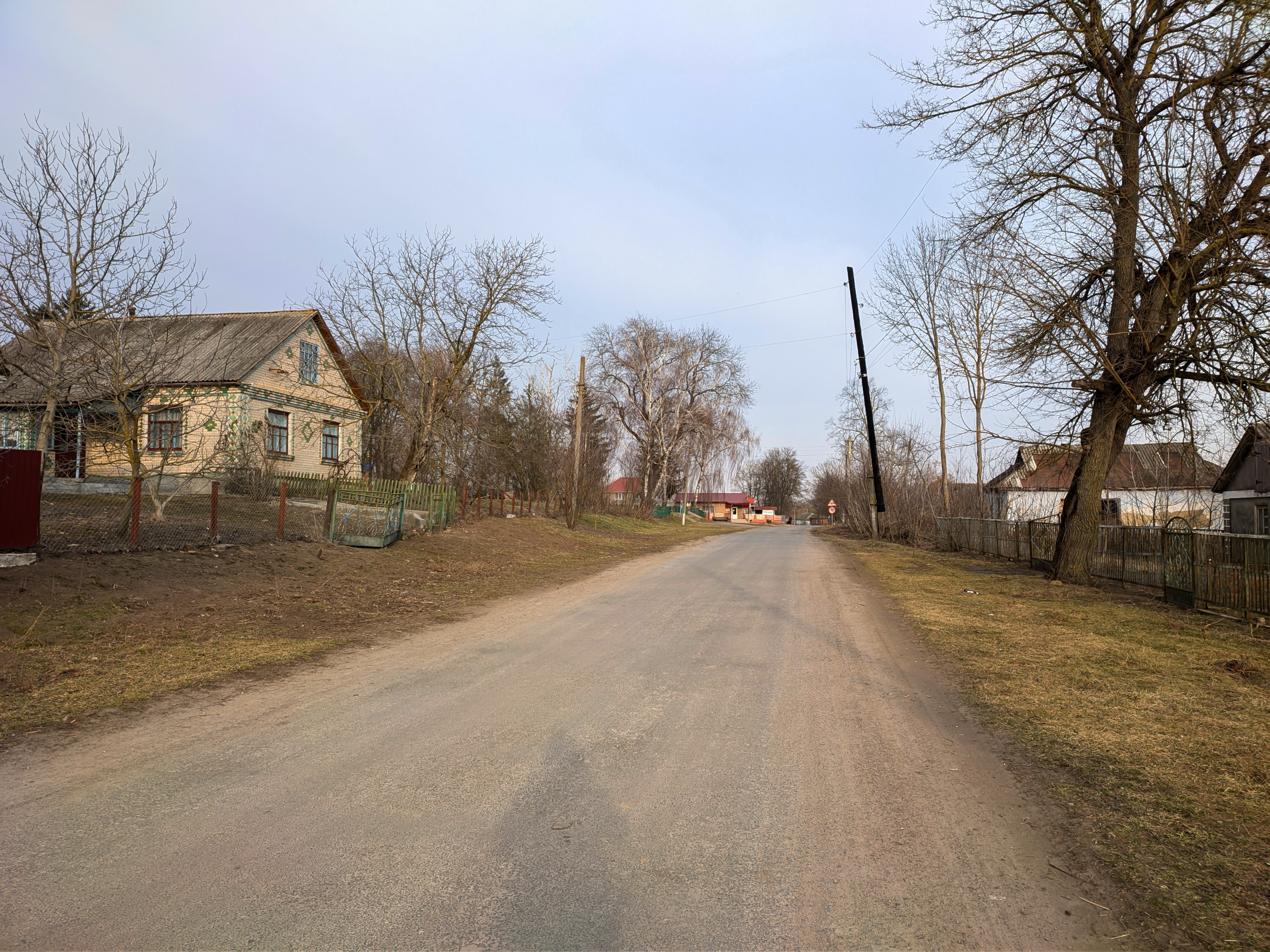
Вулиця Центральна
Весна на Центральній вулиці.
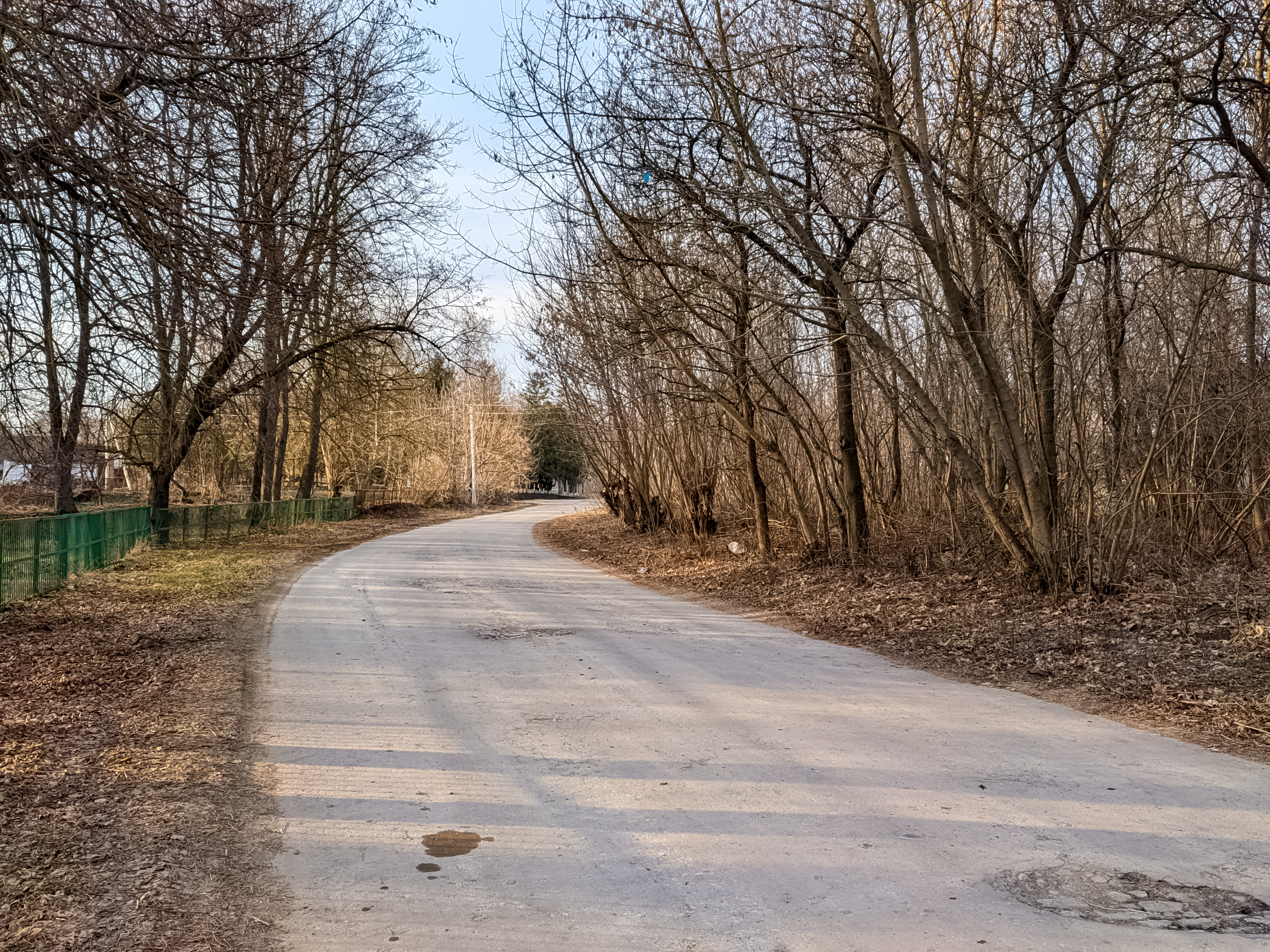
Вулиця Мурого

### Сільські краєвиди

Будівництво церкви у селі Рідкодуби
Вулиця Центральна в районі магазину
Вигляд з мосту.Старе фото
Зимовий пейзаж у Рідкодубах.
Алея до Будинку культури
Частина села під назвою "Гора".
Церква взимку 2010.
Літній пейзаж у Рідкодубах.
Захід сонця над Чагарами.
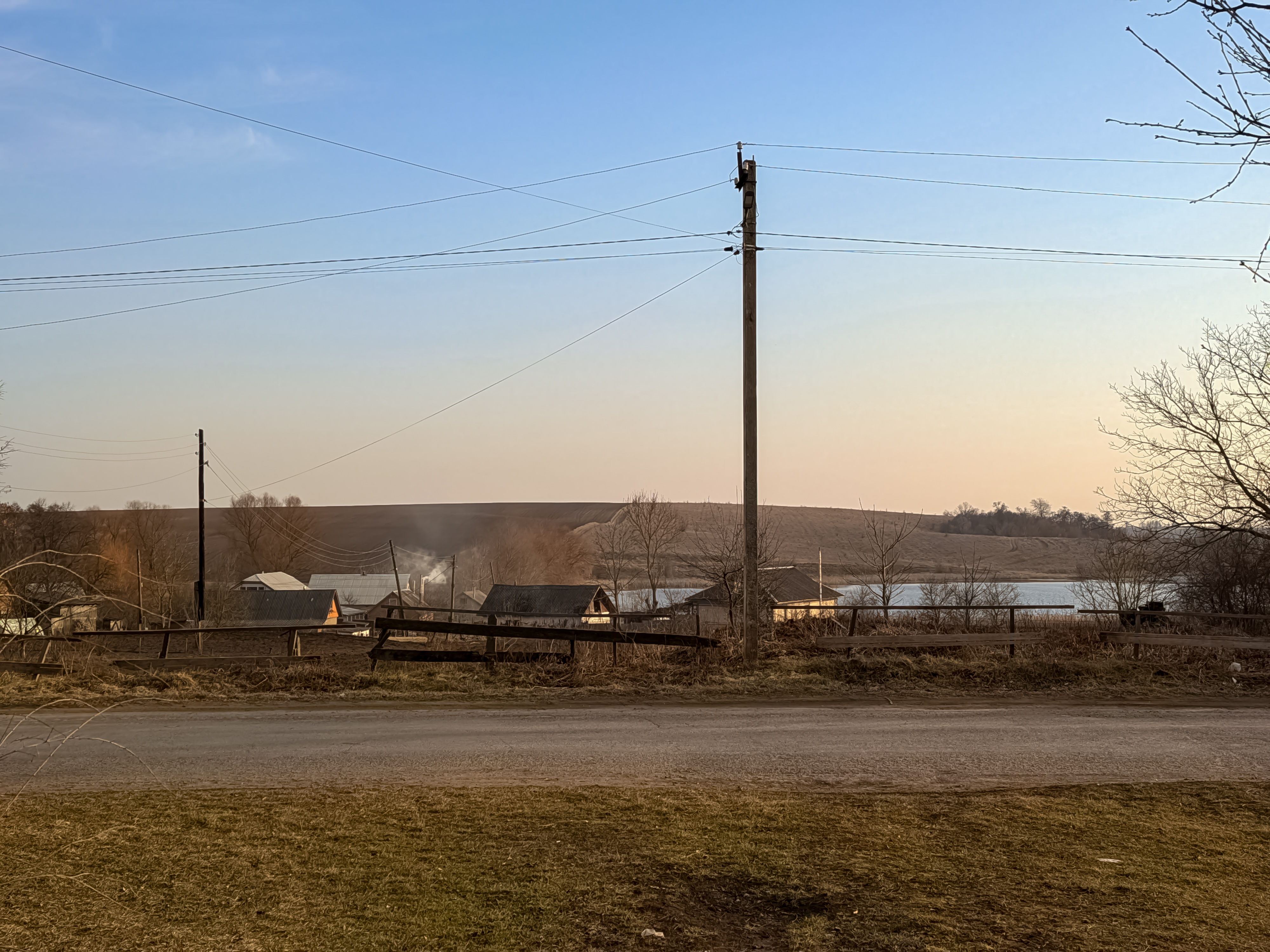
Рання весна в Рідкодубах
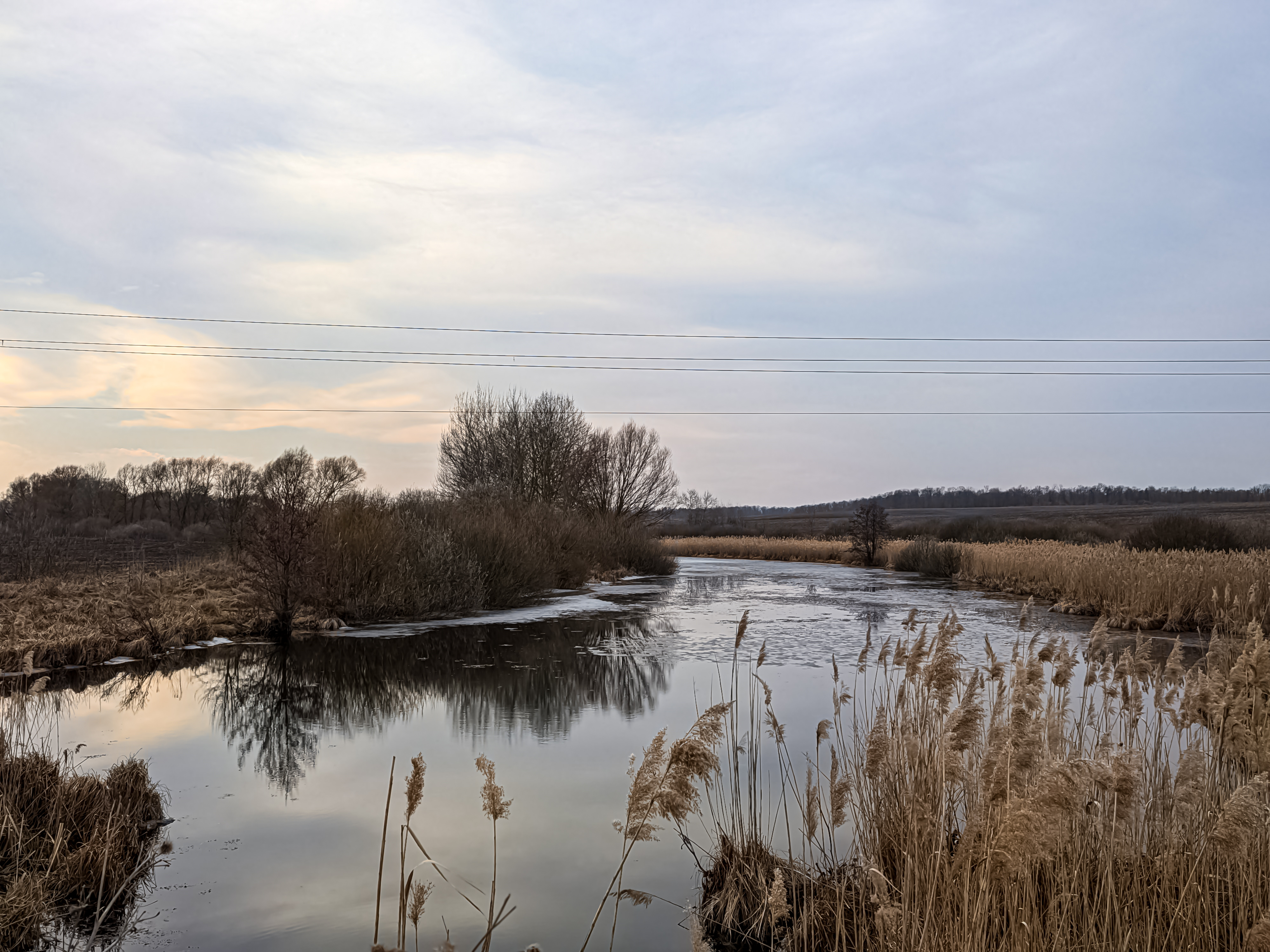
Невелике озерце на південь від села
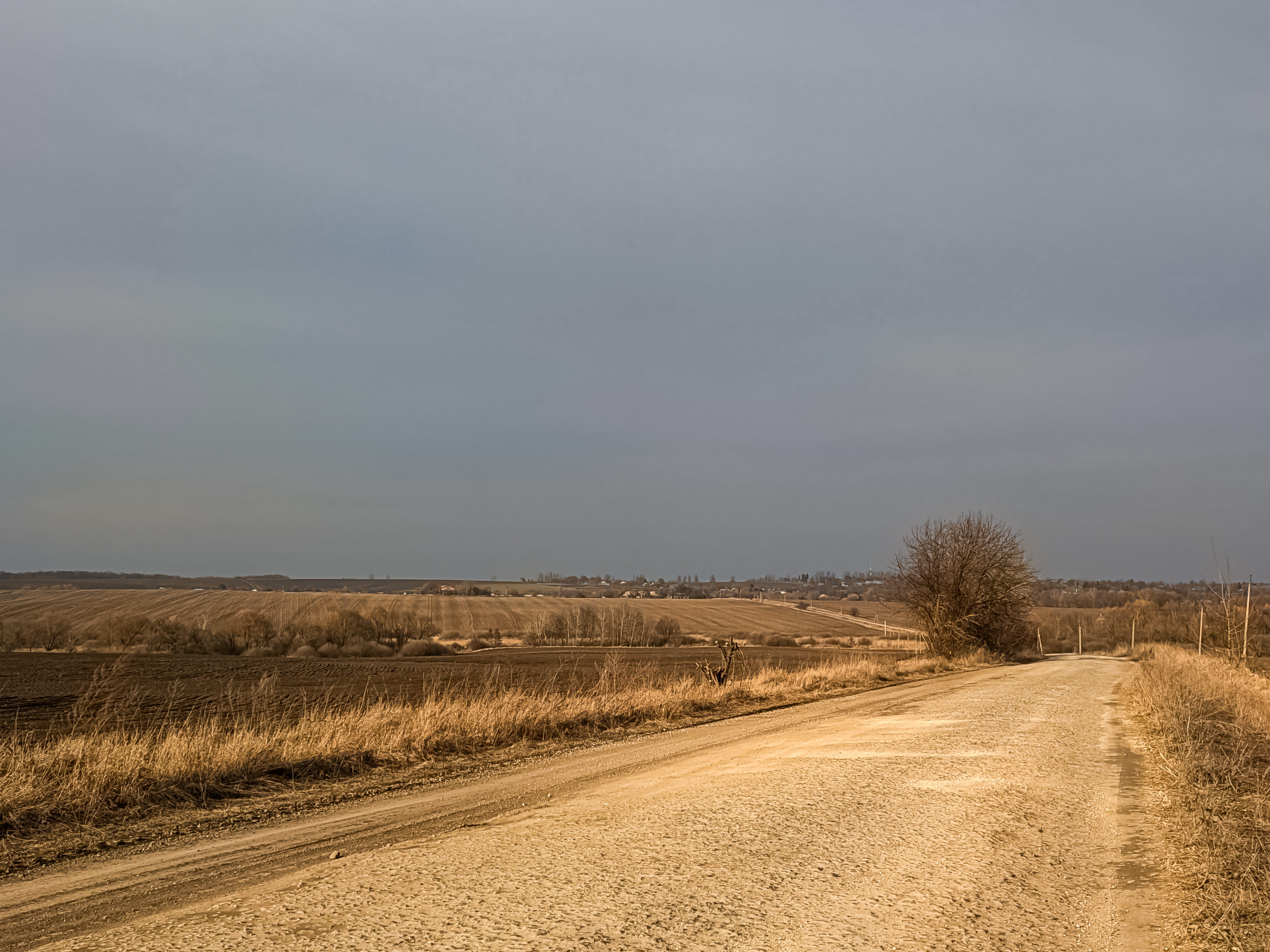
Вид на село з лапковецької дороги
Ласкаво просимо у...
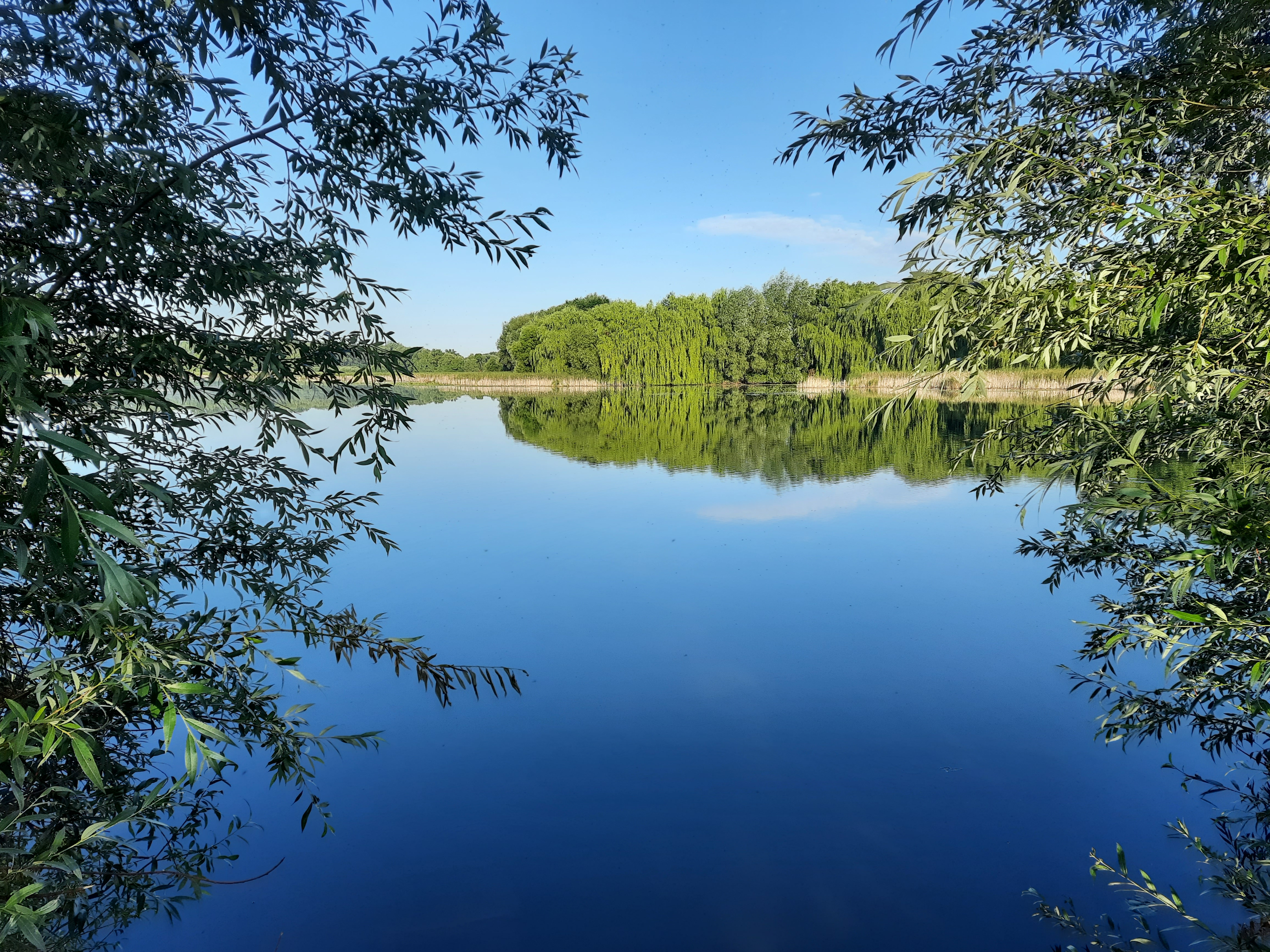
Став біля села